# Glochidion lobocarpum
Glochidion lobocarpum là một loài thực vật có hoa trong họ Diệp hạ châu. Loài này được (Benth.) F.M.Bailey mô tả khoa học đầu tiên năm 1902.